# Henkelprisen
Henkelprisen var en dansk pris, der blev stiftet i 1965 til minde om Johanne Luise Heiberg. Prisen blev uddelt på hendes fødselsdag 22. november til en kvindelig skuespiller for dennes fremragende præstationer. Både skuespillere med en etableret karriere og nye, lovende navne fik prisen. Den blev uddelt sidste gang i 1995.
Navnet på prisen refererer til virksomheden Henkel, der var sponsor for prisen. 
JL-Fondet besluttede herefter at lave en lignende pris, Lauritzen-prisen. 

## Modtagere af prisen
- 1965: Bodil Kjer
- 1966: Lily Weiding
- 1967: Lone Hertz
- 1968: Karin Nellemose
- 1969: Birgitte Price
- 1970: Bodil Udsen
- 1971: Ghita Nørby
- 1972: Astrid Villaume
- 1973: Birgitte Federspiel
- 1974: ?
- 1975: ?
- 1976: Ann-Mari Max Hansen og Merete Voldstedlund
- 1977: Kirsten Olesen
- 1978: Lise Ringheim
- 1979: Susse Wold
- 1980: Ulla Henningsen
- 1981: Stina Ekblad
- 1982: Berthe Qvistgaard
- 1983: Lisbet Dahl
- 1984: Karen-Lise Mynster
- 1985: Birthe Neumann
- 1986: Malene Schwartz
- 1987: Lily Broberg
- 1988: Kirsten Lehfeldt
- 1989: Helle Hertz
- 1990: Ditte Gråbøl og Bodil Kjer
- 1991: Benedikte Hansen
- 1992: Kirsten Rolffes
- 1993: Annika Johannessen
- 1994: Tammi Øst
- 1995: Charlotte Bøving